# Gregory Scott Cummins
Gregory Scott Cummins (Orinda, 10 marzo 1956) è un attore statunitense.

## Biografia
Ex giocatore dei San Diego Chargers, dovette rinunciare alla carriera sportiva in seguito ad un infortunio. Comincia a recitare nel 1985, dopo aver ricevuto un master in recitazione presso l'Università della California, Los Angeles. 
Ha recitato in oltre quarantacinque film e novantacinque produzioni fra serie televisive, sit-com e film per la televisione. 
Gregory Scott Cummins è anche insegnante di recitazione presso la Hollywood Film School.

## Filmografia

### Cinema
- La maschera della morte (Hack-O-Lantern), regia di Jag Mundhra (1988)
- Città senza futuro (Dead End City), regia di Peter Yuval (1988)
- Action U.S.A., regia di John Stewart (1989)
- Deadly Addiction, regia di Jack Vacek (1989)
- Squadra antidroga (W.B., Blue and the Bean), regia di Max Kleven (1989)
- B.O.R.N., regia di Ross Hagen (1989)
- Diario di un fantasma (Phantom of the Mall: Eric's Revenge), regia di Richard Friedman (1989)
- Caged Fury, regia di Bill Milling (1990)
- Click: The Calendar Girl Killer, regia di Ross Hagen e John Stewart (1990)
- Bersaglio mobile (Cartel), regia di John Stewart (1990)
- Blood Games, regia di Tanya Rosenberg (1990)
- Forza d'urto (Stone Cold), regia di Craig R. Baxley (1991)
- Le radici del male (Roots of Evil), regia di Gary Graver (1992)
- Forever, regia di Thomas Palmer Jr. (1992)
- Batman - Il ritorno (Batman Returns), regia di Tim Burton (1992)
- Cliffhanger - L'ultima sfida (Cliffhanger), regia di Renny Harlin (1993)
- Watchers III, regia di Jeremy Stanford (1994)
- Lone Justice 2, regia di Jack Bender (1995)
- L'ultimo cacciatore (Last of the Dogmen), regia di Tab Murphy (1995)
- Verso il sole (The Sunchaser), regia di Michael Cimino (1996)
- Istinti criminali (Gang Related), regia di Jim Kouf (1997)
- The Underground, regia di Cole S. McKay (1997)
- Linea di sangue (Switchback), regia di Jeb Stuart (1997)
- Light Speed, regia di Roger Mende (1998)
- Fino all'inferno (Desert Heat), regia di John G. Avildsen (1999)
- Shadow Hours, regia di Isaac H. Eaton (2000)
- Highway 395, regia di Fred Dryer (2000)
- Cahoots, regia di Dirk Benedict (2001)
- Detonator, regia di Jonathan Freedman (2003)
- The Italian Job, regia di F. Gary Gray (2003)
- Breaking Dawn, regia di Mark Edwin Robinson (2004)
- Johnny Virus, regia di W.W. Vought (2005)
- Winged Creatures - Il giorno del destino (Winged Creatures), regia di Rowan Woods (2008)
- Raise Your Hand, regia di Jessica Rae (2021)

### Televisione
- La mamma è sempre la mamma (Mama's Family) – serie TV, episodio 5x18 (1989)
- Hunter – serie TV, episodio 6x08 (1989)
- Murphy Brown – serie TV, episodio 2x18 (1990)
- Revenge 2 (Parker Kane), regia di Steve Perry – film TV (1990)
- Segni particolari: genio (Head of the Class) – serie TV, episodio 5x08 (1990)
- Paradise – serie TV, episodio 3x04 (1991)
- Blood Ties - Legami di sangue (Blood Ties), regia di Jim McBride – film TV (1991)
- The Owl - Giustizia finale (The Owl), regia di Tom Holland – film TV (1991)
- Raven – serie TV, episodio 2x03 (1993)
- Ned Blessing: The Story of My Life and Times – serie TV, episodio 1x01 (1993)
- Una bionda per papà (Step by Step) – serie TV, episodio 3x03 (1993)
- Walker Texas Ranger – serie TV, episodio 2x05 (1993)
- Il piccolo giustiziere (Armed and Innocent), regia di Jack Bender – film TV (1994)
- Renegade – serie TV, episodi 1x12-2x15 (1993-1994)
- Due poliziotti a Palm Beach (Silk Stalkings) – serie TV, episodio 3x23 (1994)
- RoboCop – serie TV, episodio 1x06 (1994)
- Fortune Hunter – serie TV, episodio 1x09 (1994)
- Perry Mason: Dietro la facciata (A Perry Mason Mystery: The Case of the Grimacing Governor), regia di Max Tash – film TV (1994)
- Il tempo della nostra vita (Days of Our Lives) – serial TV, 4 episodi (1995)
- Charlie Grace – serie TV, episodio 1x04 (1995)
- Pointman – serie TV, episodio 2x05 (1995)
- Mike Land: professione detective (Land's End) – serie TV, episodio 1x14 (1996)
- Alta marea (High Tide) – serie TV, episodio 2x14 (1996)
- Pacific Blue – serie TV, episodio 1x06 (1996)
- Un detective in corsia (Diagnosis: Murder) – serie TV, episodi 3x13-4x08 (1996)
- Baywatch Nights – serie TV, episodi 1x03-2x19 (1995-1997)
- Buffy l'ammazzavampiri (Buffy the Vampire Slayer) – serie TV, episodio 2x03 (1997)
- Union Square – serie TV, episodio 1x07 (1997)
- Timecop – serie TV, episodio 1x08 (1998)
- The Gregory Hines Show – serie TV, episodio 1x20 (1998)
- Purgatory, regia di Uli Edel – film TV (1999)
- Baywatch – serie TV, episodio 9x19 (1999)
- Road to Justice - Il giustiziere (18 Wheels of Justice) – serie TV, episodio 1x01 (2000)
- Brutally Normal – serie TV, episodio 1x04 (2000)
- I magnifici sette (The Magnificent Seven) – serie TV, episodio 2x11 (2000)
- Il tocco di un angelo (Touched by an Angel) – serie TV, episodio 7x04 (2000)
- Streghe (Charmed) – serie TV, episodio 3x19 (2001)
- Hunter - Ritorno in polizia (Hunter: Back in Force), regia di Jefferson Kibbee – film TV (2003)
- Jane Doe: il rapimento (Jane Doe: The Wrong Face), regia di Mark Griffiths – film TV (2005)
- Bones – serie TV, episodio 2x04 (2006)
- Big Day – serie TV, episodio 1x12 (2007)
- Numb3rs – serie TV, episodio 3x23 (2007)
- Standoff – serie TV, episodio 1x15 (2007)
- NCIS: Los Angeles – serie TV, episodio 1x06 (2009)
- Aquarius – serie TV, episodi 1x01-1x02-1x03 (2015)
- NCIS - Unità anticrimine (NCIS) – serie TV, episodio 13x04 (2015)
- Lethal Weapon – serie TV, episodio 3x06 (2018)
- C'è sempre il sole a Philadelphia (It's Always Sunny in Philadelphia) – serie TV, 8 episodi (2006-2018)
- Bosch – serie TV, 53 episodi (2014-2021)
- S.W.A.T. – serie TV, episodio 5x20 (2022)
- Bosch: l'eredità (Bosch: Legacy) – serie TV, 6 episodi (2022-2025)

## Doppiatori italiani
Nelle versioni in italiano delle opere in cui ha recitato, Gregory Scott Cummins è stato doppiato da:
- Luca Dal Fabbro in Bosch, Bosch: l'eredità, Ballard
- Vittorio Amandola in Batman - Il ritorno
- Maurizio Fardo in RoboCop
- Domenico Strati in Istinti criminali
- Giorgio Locuratolo in Streghe
- Pasquale Anselmo in NCIS: Los Angeles
- Fabrizio Pucci in Aquarius
- Luciano Roffi in NCIS - Unità anticrimine